# Lampe Zettel
La lampe Zettel ou Zettel'z est un objet issu du design industriel créé par Ingo Maurer en 1997.
La lampe consiste en un lustre d'un diamètre de 120 centimètres élaboré comme un mobile. Au bout du câble de suspension fixé au plafond sont accrochées des tiges en acier inoxydable au bout desquelles sont placées des pinces à papier.
Le modèle original est orné de trente-et-un carrés de papier japon blancs format A5 qui se suspendent aux pinces. Sur les carrés de papier, sont calligraphiés des lettres, des poèmes, ou des caractères. Plusieurs modèles sont réédités avec des variantes des formats ou matières des carrés à suspendre (vierges à écrire soi-même, colorés, transparents).